# Rèvola (peix)

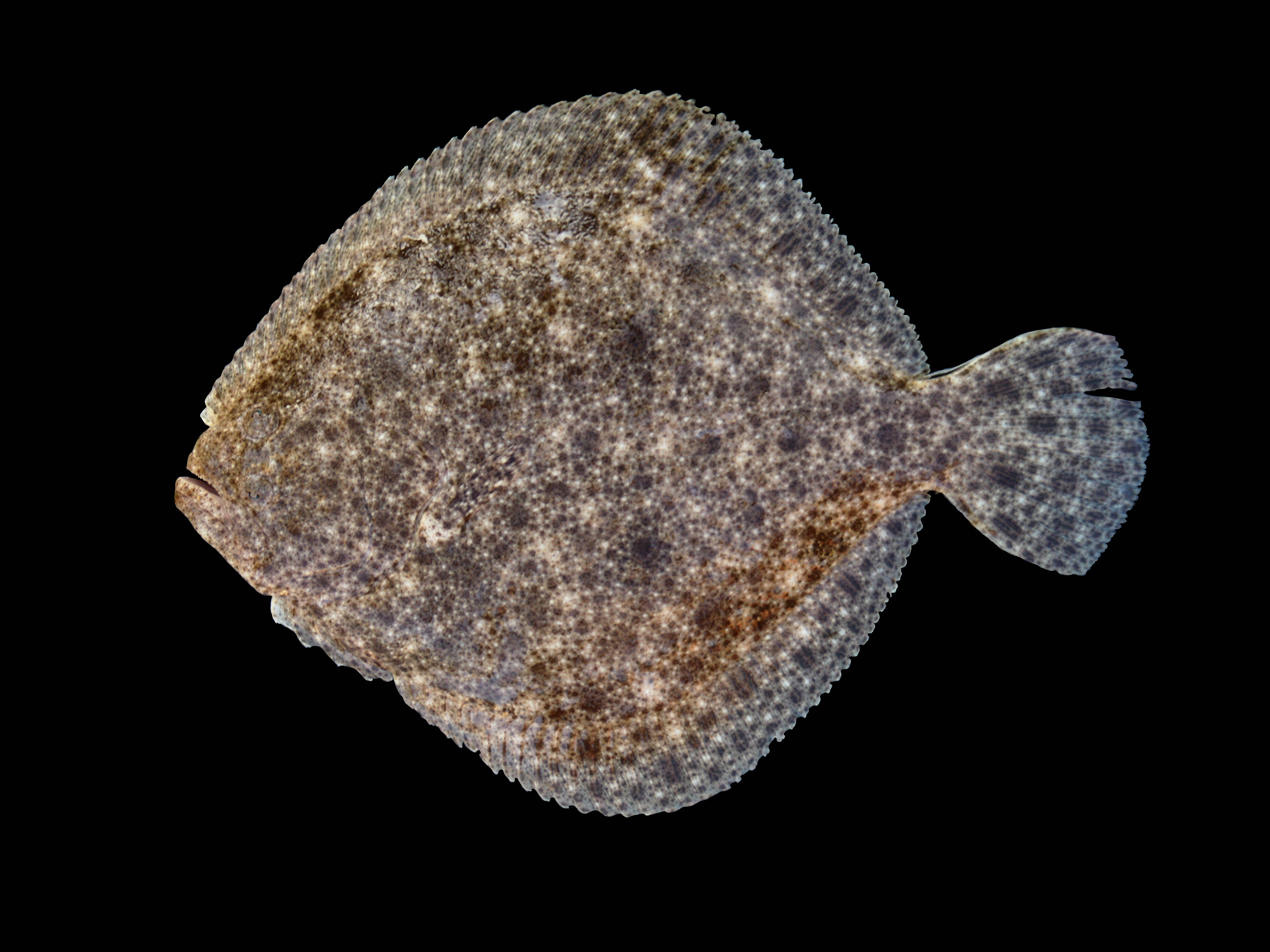
Il·lustració d'una rèvola de 1795

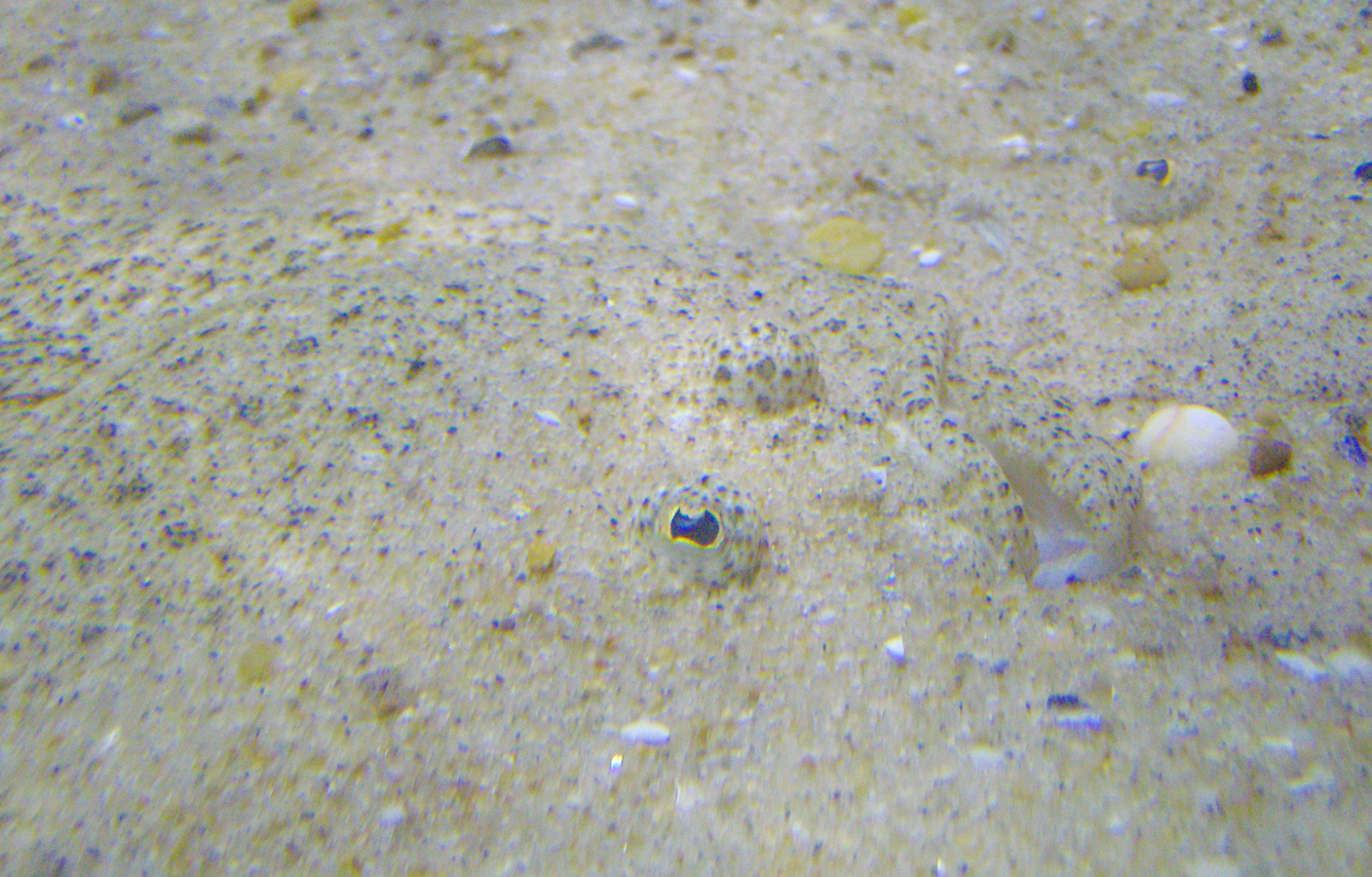
Rèvola enterrada a la sorra

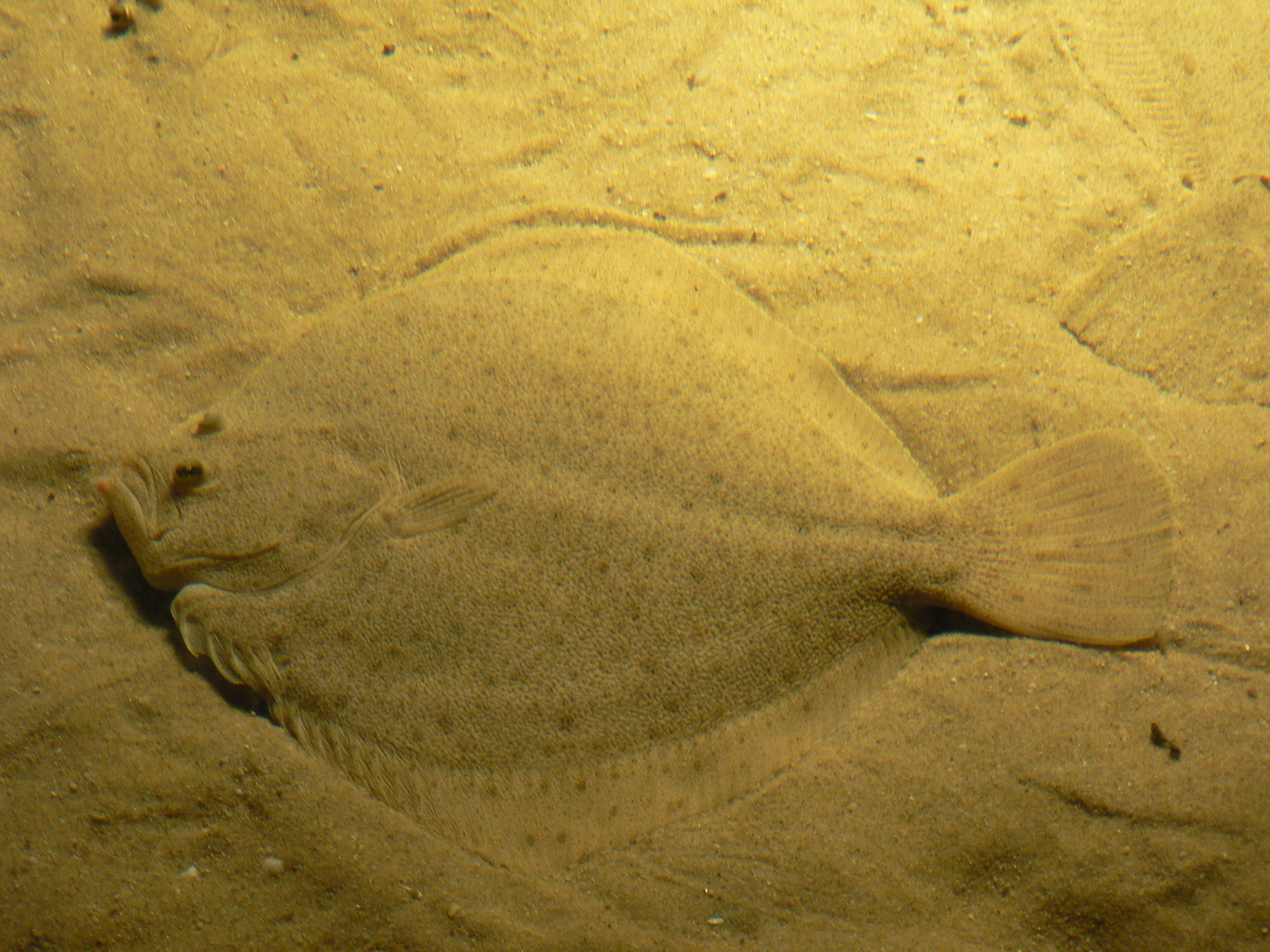
Rèvola a l'Oceanário de Lisboa

La rèvola, rèmol empetxinat, rèmol de petxines, rom, rom clavellat o turbot (Scophthalmus maximus o Psetta maxima) és un peix teleosti de la família dels escoftàlmids i de l'ordre dels pleuronectiformes.

## Morfologia
- La talla màxima és d'1 m i pot assolir els 25 kg de pes.[3]
- El cos és deprimit i quasi circular.
- Els ulls es troben al costat esquerre, l'inferior anterior al superior.
- La boca és grossa i es troba inclinada.
- La mandíbula inferior és prominent.
- La dorsal comença per davant els ulls i té els primers radis bifurcats.
- L'aleta anal és llarga.
- Les pèlviques són asimetriques.
- És de color gris clar i fosc amb taques de color groc, verd i negre.
- La cara inferior és blanca.

## Subespècies
- Psetta maxima maeotica (Pallas, 1814)
- Psetta maxima maxima (Linnaeus, 1758)[4]

## Reproducció
Els mascles assoleixen la maduresa sexual abans que les femelles. Es reprodueix a la primavera i a l'estiu a fons de grava entre 30 i 80 m. Cada femella pot pondre 15 milions d'ous.
Maduren, sexualment, als 3 anys (mascles) i de 4 a 5 anys les femelles. La longevitat establerta és de 17 anys, en el cas dels mascles, i 27 anys per a les femelles.

## Alimentació
Menja crustacis i peixos bentònics.

## Hàbitat
És bentònic de fons sorrencs, fangosos i pedregosos entre els 5 i 150 m. Els alevins i joves són més litorals. Pot aparèixer en aigües salabroses. Presenta una distribució batimètrica per talles, els adults apareixen a major fondària.

## Distribució geogràfica
Es troba a les costes del Mediterrani, a la mar Bàltica i a l'Atlàntic nord-oriental fins al Cercle polar àrtic. La subespècie Psetta maxima maeotica viu a la mar Negra.

## Pesca
Es captura amb arts d'arrossegament i palangres a fons sorrencs. Es pot criar a piscifactories.
La carn és bastant apreciada i d'interès comercial. La seua pesca no està regulada ni té talla mínima legal.